# Onboarding
Onboarding – proces wprowadzania nowych pracowników do organizacji.
Onboarding zapewnia nowym pracownikom zdobycie niezbędnej wiedzy, umiejętności i zachowań, aby stali się produktywnymi członkami organizacji.